# بورخرکمپانی
بورخرکمپانی (به هلندی: Borgercompagnie) یک منطقهٔ مسکونی در هلند است که در فین‌دام واقع شده‌است. این روستا از یک خیابان تک به همراه تعدادی مزرعه اطراف آن تشکیل شده است.